# دير القديس ميخائيل ذو القبة الذهبية

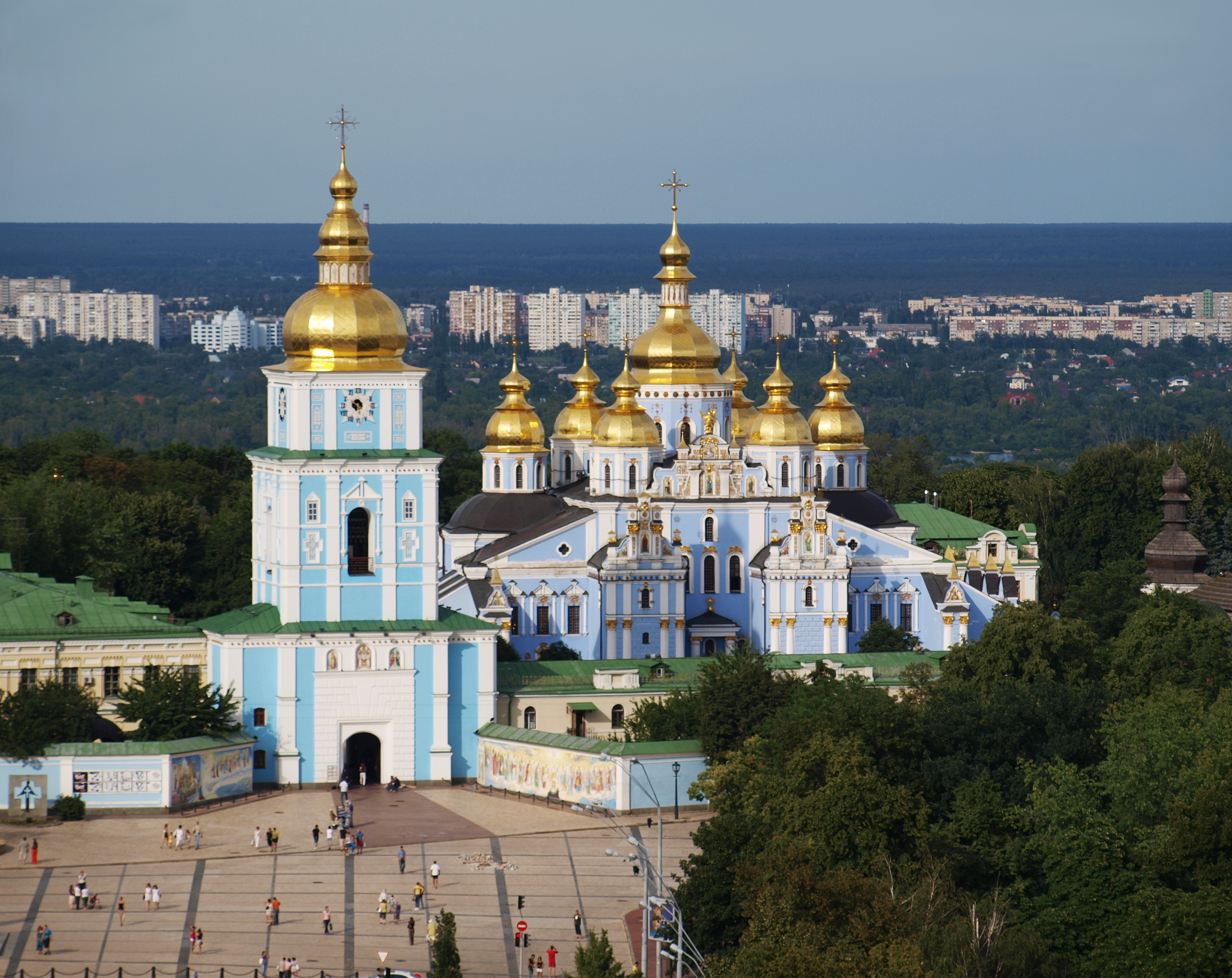
دير القديس ميخائيل الذهبي القبة في كييف.

دير القديس ميخائيل الذهبي القبة (بالأوكرانيّة: Михайлівський золотоверхий монастир) هو دير أرثوذكسي شرقي يقع في مدينة كييف، عاصمة أوكرانيا. ويقع الدير على الضفة اليمنى لنهر دنيبر على حافة شمال شرق من كاتدرائية القديسة صوفيا. يقع الدير في موقع المدينة التاريخي والتجاري والتاجر.
بني الدير أصلاً في العصور الوسطى من قِبل الأمير سفياتوبولك ازياسلافيتش، ويضم الدير كاتدرائية، وغرفة يوحنا الإنجيلي، التي بنيت في عام 1713، والبوابة الاقتصادية، التي شيدت في 1760 وبرج جرس الدير، التي أضيفت بين الأعوام 1716-1719.
أعيد بناء الجزء الخارجي من هيكل الدير حسب الطراز الباروكي الأوكراني في القرن الثامن عشر في حين بقي الطراز المعماري الداخلي على الطراز الأصلي البيزنطي وقد تم هدم الكاتدرائية الأصلية من قبل السلطات السوفياتية في 1930، وأعيد بناؤها من جديد عقب سقوط النظام الشيوعي وافتتحت من جديد في عام 1999 بعد استقلال أوكرانيا عام 1991.

## أعلام
- سفياتوبولك ازياسلافيتش